# شیان وای-۷
شیان وای-۷ (به انگلیسی: Xian Y-7) یک هواگرد ساختِ کارخانهٔ شرکت صنعتی هواگردسازی شیان در کشور جمهوری خلق چین است. این هواگرد برای نخستین بار در ۲۵ دسامبر ۱۹۷۰ میلادی مورد استفاده قرار گرفت.